# 台灣未識別族群

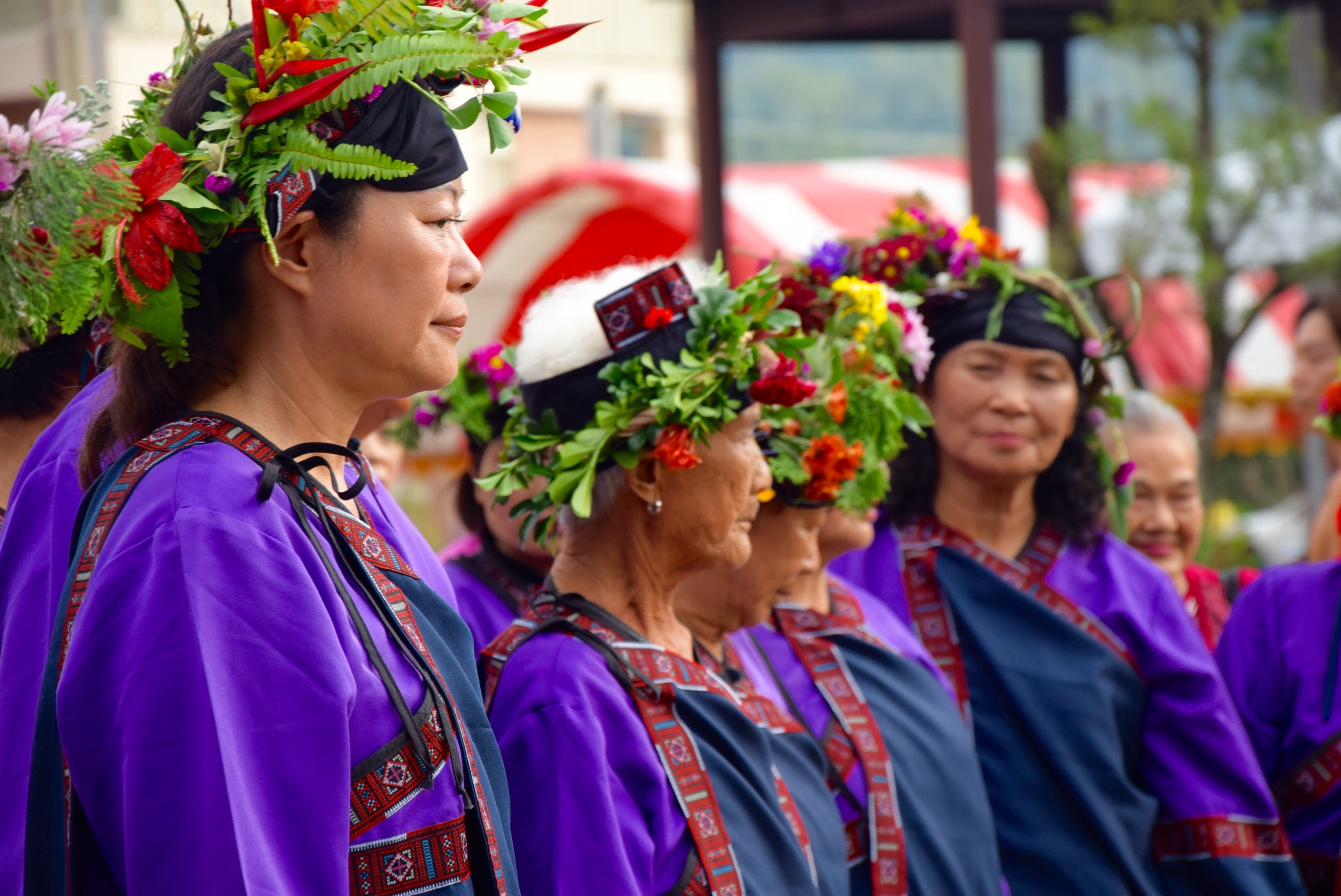
大武壠族已被花蓮縣富里鄉承認為鄉定原住民族，然尚未獲中央政府承認。

台灣未識別族群指的是臺灣原住民族當中未獲中華民國政府認定的部族，以積極恢復族名的平埔族群為主，還有部份是已被列為原住民、但不認同自己現在被劃分族名的一些族群。
受理認定的原住民族委員會認為影響族群被完成認定的因素，通常包含了該族群的家譜蒐集狀況、歷史相關紀錄、和其具延續性質的語言和文化身分。傳統文化非現代文明而缺乏的證明文件，或是族語因殖民國語言政策影響的消亡，許多因素都使族群正名運動更困難。但原住民族復興及族群自我覺醒運動在1980年代的興起，都促使很多原先生活在平地的原住民族，更努力推動族群文化復興。

## 台灣未識別族群列表

### 中央政府未認定，僅地方政府認定族群
| 漢語名稱         | 拉丁文字           | 語言             | 现状                                           |
| ---------------- | ------------------ | ---------------- | ---------------------------------------------- |
| 西拉雅族         | Siraya             | 西拉雅語         | 台南市市定原住民族、花蓮縣富里鄉鄉定原住民族。 |
| 大武壠族／大滿族 | Taivuan 或 Taivoan | 大武壠語／大滿語 | 花蓮縣富里鄉鄉定原住民族。                     |
| 馬卡道族         | Makatao            | 馬卡道語         | 屏東縣縣定原住民族、花蓮縣富里鄉鄉定原住民族。 |

### 中央、地方政府未認定族群

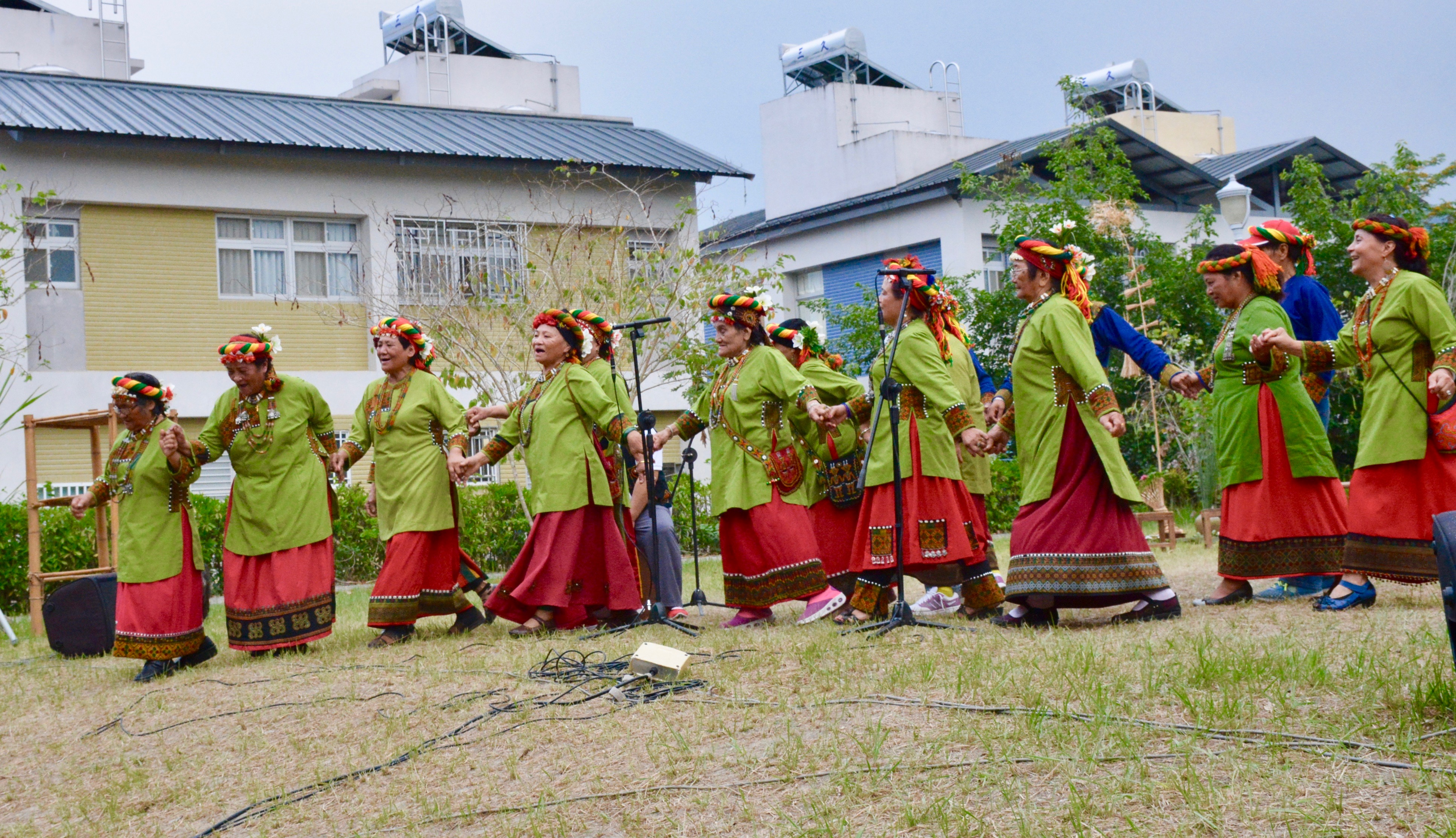
當前被認定為魯凱族的 'oponoho，也希望進一步獲正名。

| 漢語名稱             | 拉丁文字          | 語言               | 现状                                                                                           |
| -------------------- | ----------------- | ------------------ | ---------------------------------------------------------------------------------------------- |
| 歐佈諾伙族           | 'oponoho          | 萬山魯凱語         | 當前被認定為魯凱族，因語言文化均有差異，希望正名為 'oponoho（歐佈諾伙）。                      |
| 德樂日卡族           | Teldrika          | 茂林魯凱語         | 當前被認定為魯凱族，因語言文化均有差異，希望正名為 Teldrika（德樂日卡族）。                    |
| 古納達望族           | Kongadavane       | 多納魯凱語         | 當前被認定為魯凱族，因語言文化均有差異，希望正名為Kongadavane（古納達望）。                    |
| 巴布薩族（貓霧捒族） | Babuza            | 巴布薩語／貓霧捒語 |                                                                                                |
| 巴賽族               | Basay             | 巴賽語             | 凱達格蘭族支族，在新北市金山區居民的推動下，逐漸恢復巴賽族的各項文化。                         |
| 洪雅族（和安雅族）   | Hoanya            | 洪雅語／和安雅語   | 包括阿立昆族（Arikun）、羅亞族（Lloa）兩支族                                                   |
| 阿立昆族             | Arikun            | 阿立昆語           |                                                                                                |
| 羅亞族               | Lloa              | 羅亞語             |                                                                                                |
| 凱達格蘭族           | Ketagalan         | 凱達格蘭語         | 1994年凱達格蘭古蹟巡禮與重返登陸地的活動，1996年台北市凱達格蘭大道的更名典禮中迎神祭舞的儀式。 |
| 哆囉美遠族           | Trobiawan         | 哆囉美遠語         | 巴賽族的支族，已被噶瑪蘭族同化消失。                                                           |
| 里腦族               | linau或Tau        | 里腦語             | 巴賽族的支族，已被噶瑪蘭族同化消失。                                                           |
| 猴猴族               | Qauqaut           | 猴猴語             | 已被噶瑪蘭族同化消失。                                                                         |
| 達谷布亞努族         | Takupuyanu        | 蘭群布農語         | 原屬布農族蘭社群，已被鄒族同化消失                                                             |
| 雷朗族               | Luilang           | 雷朗語             |                                                                                                |
| 龜崙族               | Kulon             | 龜崙語             |                                                                                                |
| 道卡斯族             | Taokas或Taukat    | 道卡斯語           | 在道卡斯族裔的苗栗縣長劉政鴻推動下，逐漸恢復道卡斯族的各項文化。                               |
| 巴宰族（巴則海族）   | Pazih 或 Pazeh    | 巴宰語／巴則海語   | 1998年出版了自己的歷史。                                                                       |
| 噶哈巫族             | Kaxabu            | 噶哈巫語           |                                                                                                |
| 拍瀑拉族（巴布拉族） | Papora 或 Papuran | 拍瀑拉語／巴布拉語 |                                                                                                |
| 斯卡羅族             | Seqalu            | 排灣語             | 排灣化的卑南族，曾有斯卡羅四大社。                                                             |
| 箕模族               | Chimo 或 Tjimur   | 排灣語             |                                                                                                |
| 宜蘭噶瑪蘭族         | Kebalan或Kevalan  | 噶瑪蘭語           | 目前僅原先登記於阿美族的花蓮地區部分族人獲得正名，宜蘭地區族人現爭取恢復原住民族身分。         |
| 邦查人               | Pangcah           | 南勢阿美語         | 花蓮地區以及長濱鄉等地阿美族。                                                                 |
|                      | maiNGaiNGai       | 郡群布農語         | 客家人和布農族的混血兒。                                                                       |
| 虎尾壟族（費佛朗族） | Favorlang         | 虎尾壟語           | 可能為巴布薩族或洪雅族的分支                                                                   |
| 搭加里揚人           | Taccariangh       | 馬卡道語           | 17 世紀的台灣西南部平原原住民，現屬於馬卡道族。                                                |
| 瑯嶠人               | Longkiau          | 馬卡道語           | 17 世紀的台灣西南部平原原住民，現屬於馬卡道族。                                                |
| 放索人               | Pangsoia-Dolatok  | 放索語             | 17 世紀的台灣西南部平原原住民，現屬於馬卡道族。                                                |
| 小琉球人             | Lamai             | 拉美語             | 小琉球的原住民，在拉美島事件中滅絕。                                                           |

## 另見
- 台灣原住民族
- 平埔族群
- 平埔族正名運動
- 少数民族

## 外部連結
- 原住民正名 不是即興支票